# Cédric Fauré
Pour les articles homonymes, voir Fauré.
Cédric Fauré, né le 14 février 1979 à Toulouse (Haute-Garonne), est un footballeur français évoluant au poste d'attaquant entre 1999 et 2017. Il était entraîneur du FC Mulhouse de février à juin 2022 avant de devenir entraîneur principal de l'Union Royale Namur de octobre 2022 à septembre 2024.

## Biographie

### Premier pas en amateur
En 1999, après trois saisons à l'AS Muret où il est arrivé à dix-sept ans, Cédric Fauré rejoint Luzenac en DH Midi-Pyrénées. L'expérience tourne rapidement mal et il se retrouve à l'écart du groupe. Fauré continue à s'entraîner avec l'équipe réserve qui évolue en Promotion de Ligue. L'entraîneur de Balma (CFA2) vient alors le chercher durant l'été 2000. Ensemble, le club et son attaquant décroche une montée en CFA au terme de la saison 2000-2001.

### Toulouse FC
La chance tourne favorablement en novembre 2001. Les malheurs du Toulouse Football Club font paradoxalement le bonheur de Fauré. Relégué administrativement en National en 2001, les caisses toulousaines sont vides et l'attaque décimée. Par l'intermédiaire du manager sportif du TFC qui l'a connu à l'AS Muret, Fauré rejoint le club phare de sa ville natale. Avec onze buts, l'attaquant justifie la confiance que lui accorde Erick Mombaerts. L'entraîneur atteste : « Il a su se plier aux exigences des entraînements quotidiens et a ainsi progressé sur le plan athlétique. Il a aussi réussi un gros travail sur lui-même, en évoluant mentalement pour être de plus en plus compétitif. Et puis, c'est un buteur né, tout en spontanéité ».
À vingt-trois ans, Cédric Fauré découvre la Ligue 2 et déclare vouloir marquer quinze buts dès sa première saison. Ambitieux, il termine meilleur buteur avec vingt réalisations et s'offre le luxe d'être élu meilleur joueur de L2 par ses pairs. De plus, il permet au Toulouse FC de devenir le septième club à gravir deux échelons à ce niveau en deux saisons. L'année suivante, en L1, il joue moins mais marque tout de même dix buts.

### Instabilité
Préférant une place de titulaire, il part en 2004-2005 pour l'En avant de Guingamp, club de Ligue 2 où il pense pouvoir jouer les places de promotion. Après une saison correcte individuellement mais décevante collectivement, il est transféré au FC Istres, puis est prêté six mois au Mans, de janvier à juin 2006. Malgré de bons débuts, il y est barré par le Brésilien Grafite à la tête de l'attaque mancelle, et sa clause libératoire n'est pas levée par Le Mans UC.
Il est recruté par le Stade de Reims, son cinquième club en trois ans, à l'été 2006. Il est l'image d'ambitions nouvelles pour ce club, à la recherche d'une nouvelle gloire. Malgré son statut de titulaire et ses nombreux buts, qui le rendent particulièrement populaire auprès des supporters rémois, le club ne parvient pas à obtenir une promotion en Ligue 1 et végète au milieu de tableau en Ligue 2.
En avril 2008, il annonce son départ du Stade de Reims pour Le Havre AC, promu en Ligue 1, où il signe un contrat de trois ans. Cependant il ne parvient pas à s'y imposer comme un buteur efficace à l'étage supérieur. Malmené en championnat, le Stade de Reims, sous la direction de Luis Fernandez, refait appel à ses services. Ainsi, le 19 décembre 2008, Cédric Fauré refait le chemin inverse en s'engageant pour une durée de 3 ans et demi.

### Retours à Reims puis Guingamp
Malgré toute son expérience, il ne parvient pas au cours de ces six mois à sauver le Stade de Reims de la relégation en National, mais il décide de poursuivre l'aventure à l'étage inférieur… Le Stade de Reims remonte directement en Ligue 2, en terminant à une deuxième place finale, tandis qu'il termine la saison meilleur buteur de National avec 25 buts.
Durant la saison 2011-2012, Reims occupe une place sur le podium de Ligue 2 toute la durée du championnat. Cédric Fauré y est plusieurs fois décisif, permettant aux Rémois de maintenir leur avance au classement sur leurs poursuivants.
Il inscrit lors du derby Reims-Troyes, comptant pour 33e journée, un retourné sur un centre de Fortes, à la dernière seconde du temps additionnel, permettant au Stade de Reims de gagner le match et certifiant quasiment sa montée en Ligue 1.
Lors de la dernière journée de championnat, alors que le Stade de Reims a déjà acquis son billet pour la ligue 1, il égalise face au RC Lens sur penalty et remporte le titre de meilleur buteur de Ligue 2 avec 15 réalisations, une unité devant son coéquipier Kamel Ghilas. C'est à titre individuel son second titre de meilleur buteur de deuxième division. En fin de contrat, il ne trouve pas d'accord avec les dirigeants, qui annoncent son départ en juin 2012.
Il signe un contrat de 2 saisons avec l'En Avant Guingamp le 1er août 2012. Il y marque son 100e but en Ligue 2 lors d'une victoire 2-1 face au FC Nantes le 16 février 2013.

### Fin de carrière en Belgique
Le 31 janvier 2014, il quitte l'En Avant Guingamp pour signer un contrat de 6 mois (+ options) en Jupiler Pro League avec le club belge du Sporting Charleroi. Après une demi-saison convaincante, son contrat est prolongé d'une saison. Durant la saison 2014-2015, Fauré contribue à mener le club en play-offs 1 pour la première fois de son histoire. Durant cette période de la compétition, que le Sporting achève à la cinquième place sur six, le club affronte les meilleures formations de la Pro League et obtient finalement un ticket pour le second tour de qualification de la Ligue Europa. Le contrat de Cédric Fauré n'est toutefois pas prolongé. Il aura inscrit 17 buts en 53 matches sous la vareuse zébrée.
Le 26 juin 2015, le joueur signe un contrat d'un an (+1 en option) avec l'Union Saint-Gilloise, club belge fraîchement promu en Division 2.
Après une première partie de saison très réussie en Proximus League (11 buts en 18 matchs), il quitte l'Union Saint-Gilloise le 4 janvier 2016 pour le Royal Antwerp Football Club.  Cependant, il joue peu (8 matchs dont 4 en tant que titulaire) et ne marque qu'un seul but pour les anversois.  Il résilie son contrat vers la fin juillet 2016.
Le 3 août 2016, il retourne à l'Union Saint-Gilloise.
Il annonce sur son compte Twitter le 19 mai 2017 la fin de sa carrière à l'issue de la saison 2016-2017.

### Carrière d'entraineur en France puis retour en Belgique

#### AS Tournefeuille
En 2020, Cédric Fauré commence sa carrière d'entraîneur en Haute-Garonne à l'AS Tournefeuille.

#### FC Mulhouse
En 2022, après une courte période comme entraîneur du FC Mulhouse, en Régional 1, en Alsace.

#### Union Royale Namur
Il revient en Belgique comme entraîneur de l'Union Namur en deuxième division amateur (quatrième division du football belge). Ses bons résultats (2e à la fin du championnat et promotion en 1ere division amateur) lui valent une proposition de reconduction pour la saison 2023-2024.
La saison 2023-2024 en Nationale 1 est plus difficile, le club namurois finissant 15e (sur 18) et se maintient via le tour final.
Le 1er octobre 2024, Cédric Fauré est démis de ses fonctions à la suite du début de saison raté des "Merles" (11e et avant-dernier du championnat avec 4 points en 6 matches pour 1 seule victoire contre 4 défaites).

## Style de jeu
Puissant, adroit de la tête, mais aussi altruiste, Cédric Fauré est un attaquant tout en spontanéité.

## Statistiques
| Saison                | Club                        | Championnat           | Championnat | Championnat | Coupe nationale | Coupe nationale | Coupe de la Ligue | Coupe de la Ligue | Total | Total |
| Saison                | Club                        | Division              | M.          | B.          | M.              | B.              | M.                | B.                | M.    | B.    |
| 1997-1998             | AS Muret                    | CFA                   | -           | -           | -               | -               | -                 | -                 | 0     | 0     |
| 1998-1999             | AS Muret                    | CFA2                  | -           | -           | -               | -               | -                 | -                 | 0     | 0     |
| 1999-2000             | US Luzenac                  | DH                    | -           | -           | -               | -               | -                 | -                 | 0     | 0     |
| 2000-2001             | Balma SC                    | CFA2                  | -           | -           | -               | -               | -                 | -                 | 0     | 0     |
| 2001                  | Balma SC                    | CFA                   | -           | -           | -               | -               | -                 | -                 | 0     | 0     |
| 2001-2002             | Toulouse FC                 | National              | 22          | 11          | -               | -               | -                 | -                 | 22    | 11    |
| 2002-2003             | Toulouse FC                 | Ligue 2               | 36          | 20          | 2               | 0               | 1                 | 0                 | 39    | 20    |
| 2003-2004             | Toulouse FC                 | Ligue 1               | 36          | 10          | 3               | 4               | -                 | -                 | 39    | 14    |
| 2004-2005             | En Avant de Guingamp (prêt) | Ligue 2               | 34          | 13          | 3               | 2               | 3                 | 3                 | 40    | 18    |
| 2005-2006             | FC Istres                   | Ligue 2               | 21          | 6           | 2               | 4               | 1                 | 0                 | 24    | 10    |
| 2006                  | Le Mans UC (prêt)           | Ligue 1               | 14          | 2           | -               | -               | 2                 | 1                 | 16    | 3     |
| 2006-2007             | Stade de Reims              | Ligue 2               | 37          | 15          | 2               | 0               | 5                 | 3                 | 44    | 18    |
| 2007-2008             | Stade de Reims              | Ligue 2               | 35          | 16          | 3               | 3               | 1                 | 0                 | 39    | 19    |
| 2008                  | Le Havre AC                 | Ligue 1               | 10          | 1           | -               | -               | 2                 | 2                 | 12    | 3     |
| 2009                  | Stade de Reims              | Ligue 2               | 19          | 4           | -               | -               | -                 | -                 | 19    | 4     |
| 2009-2010             | Stade de Reims              | National              | 36          | 25          | 1               | 1               | 1                 | 0                 | 38    | 26    |
| 2010-2011             | Stade de Reims              | Ligue 2               | 29          | 8           | 4               | 1               | 2                 | 0                 | 35    | 9     |
| 2011-2012             | Stade de Reims              | Ligue 2               | 35          | 15          | 2               | 0               | 1                 | 0                 | 38    | 15    |
| 2012-2013             | En Avant de Guingamp        | Ligue 2               | 29          | 4           | 2               | 1               | -                 | -                 | 31    | 5     |
| 2013-2014             | En Avant de Guingamp        | Ligue 1               | 4           | 0           | 2               | 0               | -                 | -                 | 6     | 0     |
| 2014                  | Sporting Charleroi          | JPL                   | 12          | 8           | -               | -               | -                 | -                 | 12    | 8     |
| 2014-2015             | Sporting Charleroi          | JPL                   | 36          | 6           | 4               | 3               | -                 | -                 | 40    | 9     |
| 2015-2016             | Royale Union Saint-Gilloise | D2                    | 18          | 11          | 3               | 3               | -                 | -                 | 21    | 14    |
| 2016                  | Royal Antwerp Football Club | D2                    | 8           | 1           | -               | -               | -                 | -                 | 8     | 1     |
| 2016-2017             | Royale Union Saint-Gilloise | D2                    | 15          | 2           | 1               | 1               | -                 | -                 | 16    | 3     |
| Total sur la carrière | Total sur la carrière       | Total sur la carrière | 486         | 178         | 34              | 23              | 19                | 9                 | 539   | 210   |

## Palmarès

### En club
- Champion de France de Ligue 2 en 2003 avec le Toulouse FC
- Vainqueur du tournoi d’ASFELD (08)
- Vainqueur de la Coupe de France de football 2013-2014 avec En avant de Guingamp

### Distinctions individuelles
- Meilleur buteur du championnat de France de Ligue 2 en 2003 (20 buts) avec le Toulouse FC et en 2012 (15 buts) avec le Stade de Reims
- Meilleur buteur du championnat de France de National en 2010 (25 buts) avec le Stade de Reims
- Élu Joueur du mois de Ligue 2 en octobre 2006 et en avril 2012 avec le Stade de Reims
- Élu meilleur joueur du tournoi d’ASFELD(08) et meilleur buteur